# Oʻzbekiston Futbol Federatsiyasi
Der Usbekische Fußballverband (usbekisch Oʻzbekiston Futbol Federatsiyasi; russisch Федерация футбола Узбекистана; englisch Uzbekistan Football Federation; UFF) wurde 1946 gegründet und trat 1994 der FIFA und der AFC bei.
Präsident ist Achilbay Ramatov. Die usbekische Fußballnationalmannschaft steht derzeit (März 2018) auf Platz 72 der FIFA-Weltrangliste. Der Verband organisiert auch die usbekische Meisterschaft, deren höchste Spielklasse O'zbekiston Professional Futbol Ligasi genannt wird. Größter Erfolg des Verbandes war der Gewinn der Goldmedaille bei den Asienspielen 1994.
2012 gewann der Verband den FIFA-Fairplay-Preis.

## Erfolge
- Asienspiele 1994: Goldmedaille